# Afonso Pantoja
Afonso Celso Santos Pantoja, mais conhecido apenas por Afonso Pantoja ou Afonso Celso (São Luís, Maranhão, 10 de setembro de 1944 – São Luís, Maranhão, 12 de maio de 2010) foi um economista brasileiro, formado na década de 1960. Foi o último presidente do Banco do Estado do Maranhão (BEM).
Em 1991 se tornou presidente do BEM, cargo que ocupou até 2004, quando o banco foi vendido para o Bradesco, em leilão na Bolsa de Valores de São Paulo, em 10 de fevereiro de 2004.
Faleceu em 12 de maio de 2010, vítima de ataque cardíaco, após dar entrada no hospital às 15h30min do dia anterior, com problemas de arritmia e insuficiência cardíaca. Ele foi velado no Cemitério Pax União, do bairro Canto da Fabril. Seu corpo foi então levado para Fortaleza, onde foi cremado.